# Crane Wilbur

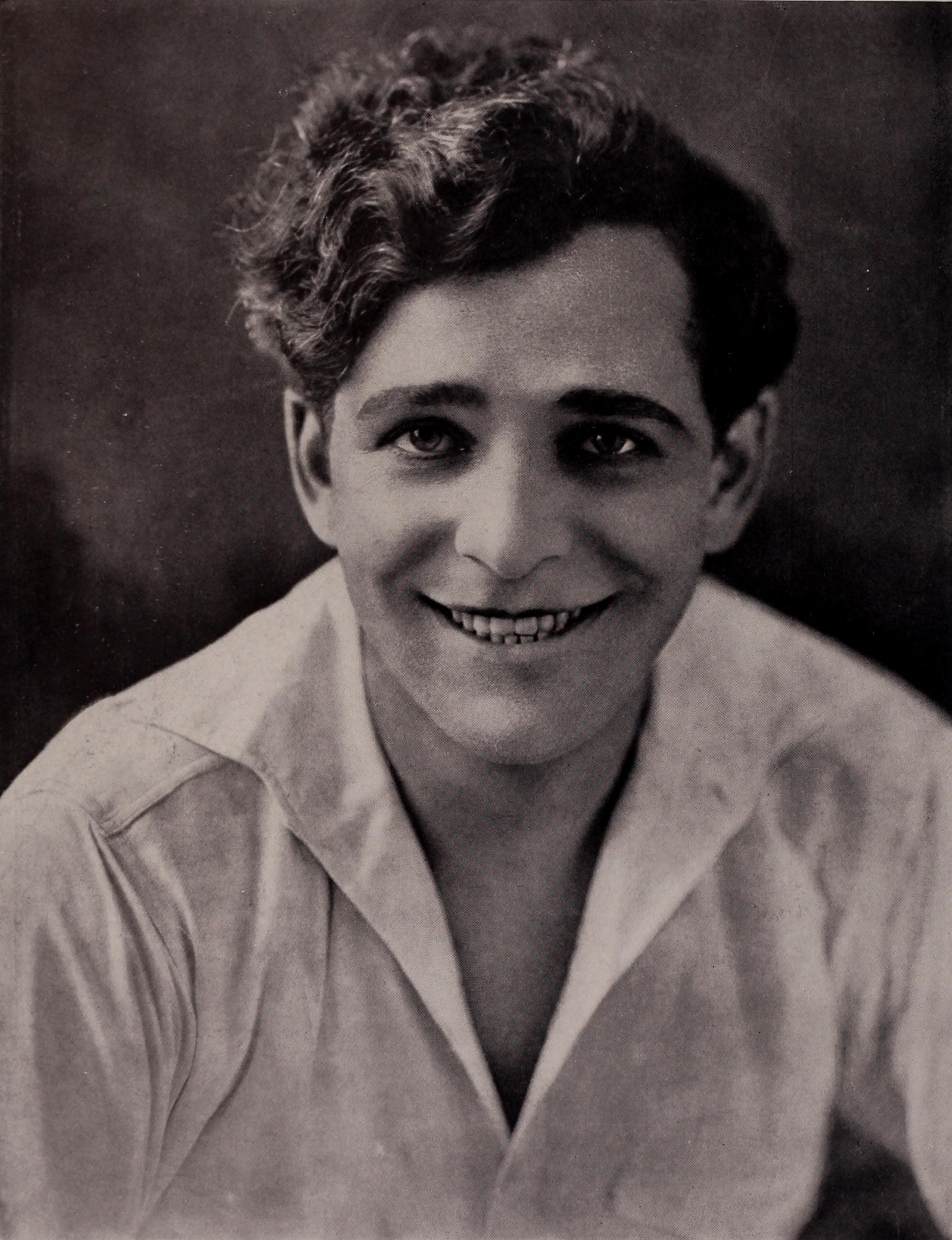
Crane Wilbur (1916)

Crane Wilbur (* 17. November 1886 als Erwin Crane Wilbur in Athens, New York; † 18. Oktober 1973 in Toluca Lake, Los Angeles, Kalifornien) war ein US-amerikanischer Filmschaffender, der als Filmschauspieler, Drehbuchautor und Filmregisseur in Erscheinung trat. Seine Werke erhielten bei den Oscars Auszeichnungen und weitere Nominierungen. Er trat aber auch am Broadway als Theaterschauspieler und Autor in Erscheinung.

## Leben
Wilbur wurde 1886 in Athens geboren. Er war fünf Mal verheiratet, unter anderem mit den Schauspielerinnen Beatrice Blinn (1901–1979) und Lenita Lane (1901–1995); mit letzter hielt die Ehe bis zu seinem Tod. Er war ein Neffe des Schauspielers Tyrone Power, Sr. und der Cousin von Tyrone Power.
Crane Wilbur verstarb im Alter von 86 Jahren am 18. Oktober 1973 an den Folgen einer Lungenembolie in Toluca Lake, Kalifornien. Er wurde auf dem Forest Lawn Memorial Park in Hollywood Hills begraben.

## Karriere
Crane Wilbur begann seine Karriere als Schauspieler beim Theater. Um 1910 kam er ins Filmgeschäft und stand in der folgenden Dekade vor allem in Kurzfilmen vor der Kamera. In dem Serial The Perils of Pauline (1914), das als Klassiker des stummen Abenteuerfilms geht, spielte er an der Seite von Pearl White die männliche Hauptrolle Harry Marvin. Wilbur zeigte seine Fähigkeiten aber auch beim Verfassen von Drehbüchern und als Regisseur bei seinen eigenen Werken und wirkte in diesem Jahrzehnt in 80 Filmen mit. Nach neun weiteren Filmen bis zum Jahr 1936 wechselte er die Seiten im Filmgeschäft, um ausschließlich hinter der Kamera zu arbeiten.
So führte Wilbur 1937 bei dem im Jahr darauf oscarnominierten Kurzfilm The Man Without a Country Regie. Seine Filme Swingtime in the Movies und The Declaration of Independence erhielten jeweils eine Nominierung in der Kategorie Bester Kurzfilm bei der Oscarverleihung 1939, wobei letztgenannter mit einem Oscar ausgezeichnet wurde. I Won’t Play! erhielt einen Oscar bei der Oscarverleihung 1949 in der Kategorie Bester Kurzfilm (2 Filmrollen), wobei er als Regisseur an diesem Projekt beteiligt war.

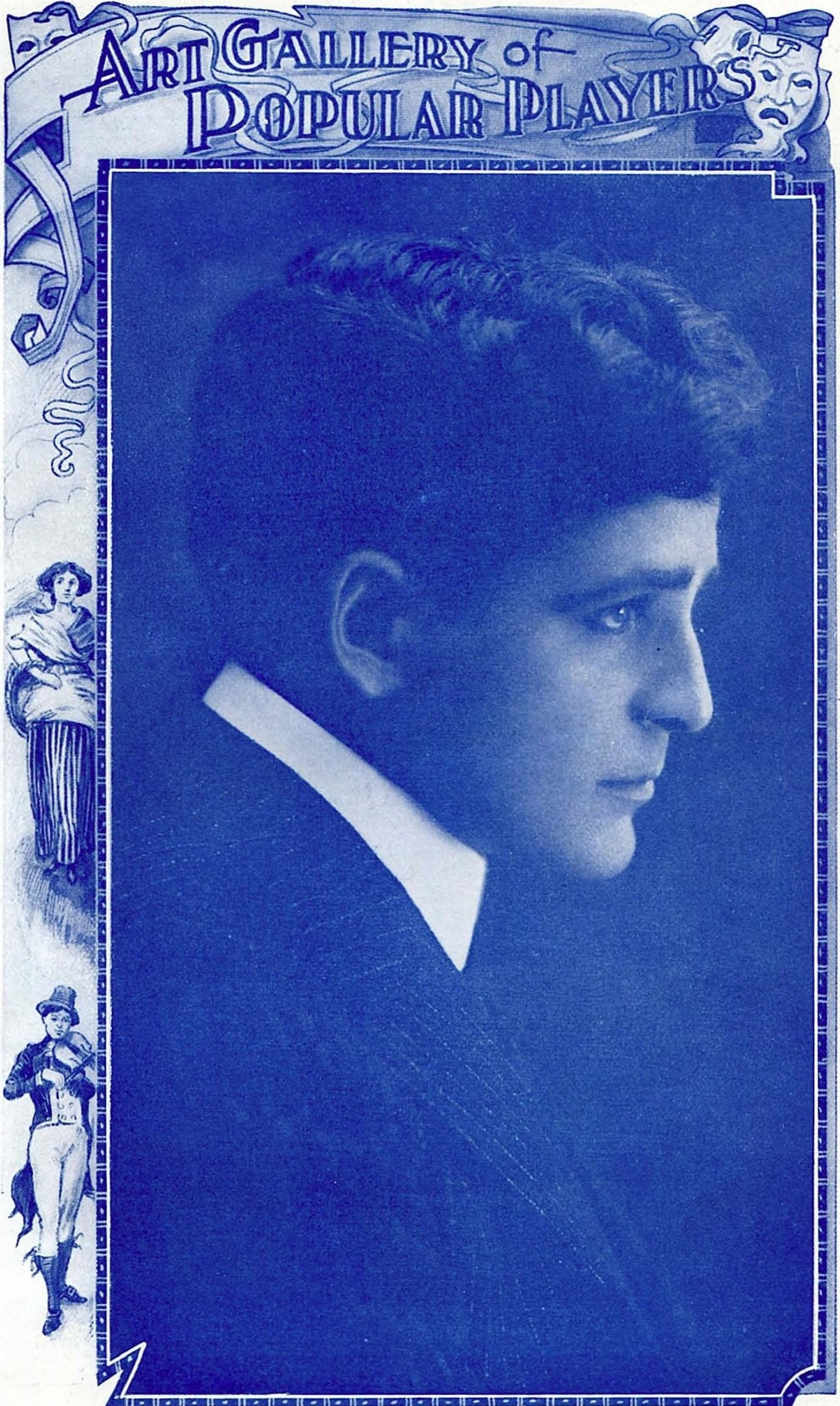
Crane Wilbur (1914)

Für den Dokumentarfilm Ich war FBI Mann M.C. aus dem Jahr 1951, der im Folgejahr eine Nominierung bei der Oscarverleihung in der Kategorie Bester Dokumentarfilm erhielt, verfasste Wilbur das Drehbuch. Im gleichen Jahr veröffentlichte er Rebellion im grauen Haus, einen im Gefängnis gedrehten Kriminalfilm. Dies hatte zuvor noch kein Regisseur vor ihm getan.
Für dem Monumentalfilm Salomon und die Königin von Saba verfasste er die Story, die King Vidor verfilmte. Im Jahr 1961 schrieb er das Drehbuch für Die geheimnisvolle Insel zum gleichnamigen Roman von Jules Verne.
Neben der Arbeit im Filmgeschäft verfasste er auch Theaterstücke und stand selbst auf der Bühne.

## Filmografie (Auswahl)
als Regisseur
- 1916: The Love Liar (auch Schauspieler)
- 1934: High School Girl (auch Schauspieler)
- 1934: Tomorrow’s Children (auch Schauspieler)
- 1936: Yellow Cargo (auch Schauspieler)
- 1937: The Man Without a Country (Kurzfilm)
- 1938: The Declaration of Independence (Kurzfilm)
- 1938: Swingtime in the Movies (Kurzfilm, auch Drehbuch)
- 1944: I Won’t Play! (Kurzfilm)
- 1947: The Devil on Wheels (auch Drehbuch)
- 1948: Rebellion im grauen Haus (Canon City, auch Drehbuch)
- 1949: Die Geschichte der Molly X (The Story of Molly X, auch Drehbuch)
- 1950: Ins Leben entlassen (Outside the Wall, auch Drehbuch)
- 1951: Meuterei im Morgengrauen (Inside the Walls of Folsom Prison, auch Drehbuch)
- 1959: Das Biest (The Bat, auch Drehbuch)

als Schauspieler
- 1910: The Girl from Arizona
- 1913: $1,000 Reward
- 1914: The Perils of Pauline
- 1929: It’s A Great Life

als Drehbuchautor
- 1938: Schule des Verbrechens (Crime School)
- 1947: Der rote Teufel (The Red Stallion)
- 1948: Schritte in der Nacht (He Walked by Night)
- 1948: Abenteuer auf Sizilien (Adventures of Casanova)
- 1951: Ich war FBI Mann M.C. (I Was a Communist for the F.B.I. )
- 1952: Die Heilige von Fatima (The Miracle of Our Lady of Fatima)
- 1952: Der König der Wildnis (The Lion and the Horse)
- 1953: Das Kabinett des Professor Bondi (House of Wax)
- 1953: Von der Polizei gehetzt (Crime Wave)
- 1955: Eine Stadt geht durch die Hölle (The Phoenix City Story)
- 1957: Teufel im Nacken (Monkey on My Back)
- 1959: Salomon und die Königin von Saba (Solomon and Sheba)
- 1961: Der tanzende Gangster (The George Raft Story)
- 1961: Die geheimnisvolle Insel (Mysterious Island)
- 1962: House of Women